# Antonio Rendic
Antonio Rendic Ivanovic (Ivo Serge) (Sutivan, 20. prosinca 1896. – Antofagasta, 13. veljače 1993.) je čileanski pjesnik i humanist hrvatskog podrijetla. Po struci je bio liječnik. Zvalo ga se "liječnikom siromaha". O njemu je napisao knjigu Jose Miguel Amendariz Azcarate. Živio je u bračkom mjestu Sutivanu, a poslije je s roditeljima iselio u Čile.
Njegova je nećakinja čileanska spisateljica Amalija Rendić. Objavio je desetak zbirka pjesama. Tematski često pjeva o svom rodnom mjestu, stvara kvalitetne metafore.

## Nagrade i priznanja
- odličje svetog Silvestra 1964. koje mu je dodijelio papa Pavao VI.
- u postupku je beatifikacije

## Vanjske poveznice
- El Nortero_cl, Noticias de Antofagasta y Calama Grandes Antofagastinos del Año Último Día Nadie se Enoja  - nominados